# ماري بورجوازي
ماري بورجوازي (بالفرنسية: Marie Bourgeois)‏ هي طاهية وطباخة فرنسية، ولدت في 1870 في فيليت-سور-أين في فرنسا، وتوفيت في أغسطس 1937.